# Shimon Peres
Shimon Peres (Hebreeuws: שמעון פרס), geboren als Szymon Perski (Visjneva (Oblast Minsk), 2 augustus 1923 – Tel Aviv, 28 september 2016), was een Israëlisch politicus van de Arbeidspartij en Kadima. Hij was premier van Israël van 1984 tot 1986 en opnieuw van 1995 tot 1996, alsook waarnemend premier in 1977. Hij was de 9e president van Israël van 2007 tot 2014.
Peres was van 1959 tot 2007 lid van de Knesset en ook meerdere malen staatssecretaris en minister. Peres was de partijleider van de Arbeidspartij van 1977 tot 1992, van 1995 tot 1997 en van 2003 tot 2005.
In 1994 werd Peres samen met Yitzhak Rabin en Yasser Arafat onderscheiden met de Nobelprijs voor de Vrede.

## Jeugd

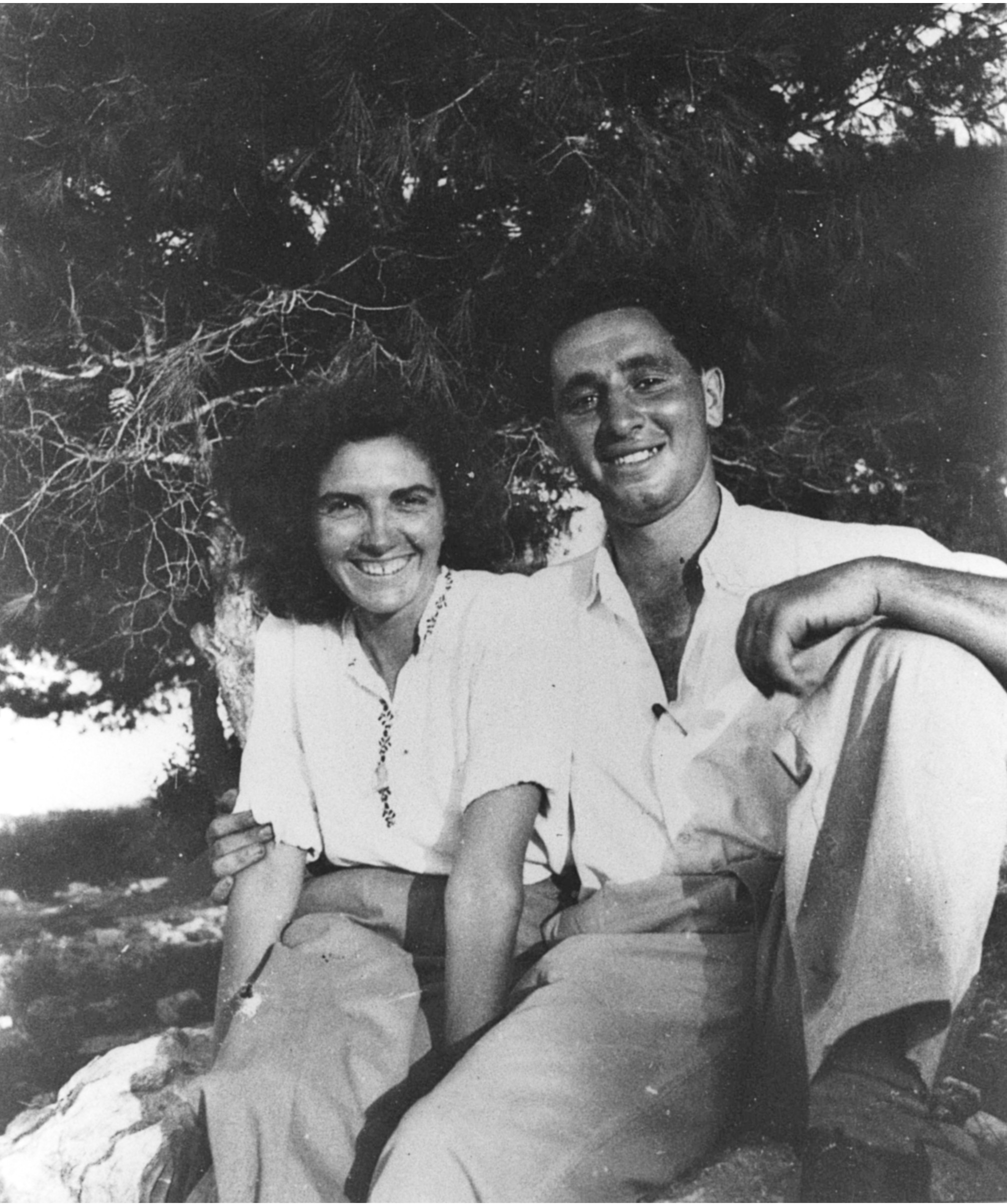
Shimon Peres met zijn vriendin, later vrouw, Sonia Gelman in 1939

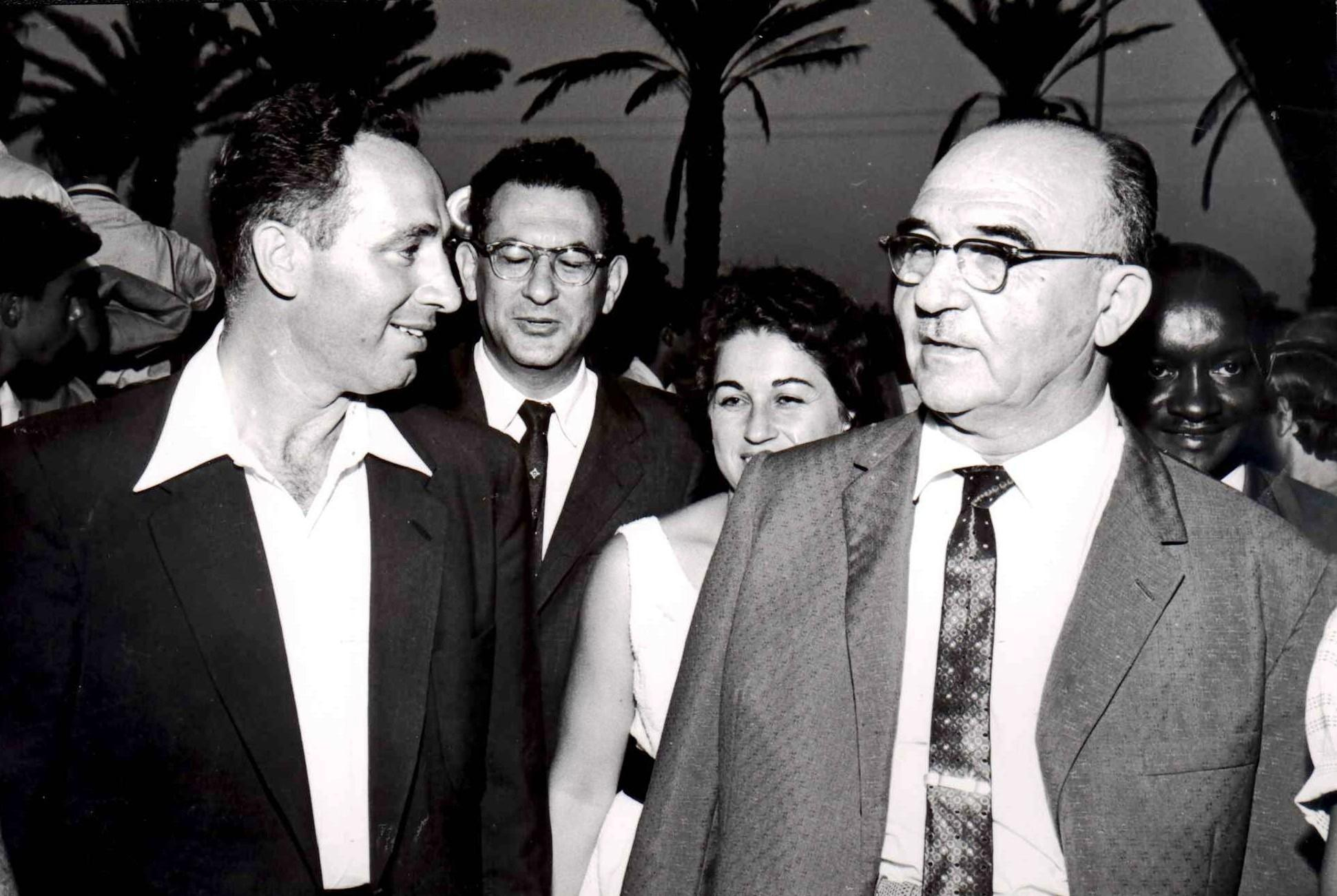
Shimon Peres en Levi Eshkol in 1965

Peres werd als Pool geboren in het dorp Visjneva, waar indertijd de meerderheid Joods was. Zijn vader was houthandelaar en vaak weg. Het was opa Perski die hem onderrichtte over het jodendom en zijn voorliefde voor poëzie aanwakkerde. Uit zijn autobiografie komt het beeld naar voren van een jongen die zich liever thuis in zijn boeken verdiepte dan met zijn vriendjes speelde. Wanneer hij gepest en geslagen werd, verdedigde hij zich niet. Als zijn moeder hem vroeg waarom niet, kwam hij met de wedervraag: "Waarom slaan ze mij?"
In 1934 vertrok hij met zijn ouders naar Tel Aviv in het voormalige Mandaatgebied Palestina. Hij ging naar de plaatselijke Geula School en daarna naar de landbouwschool van Ben Shemen. In 1945 trouwde Peres met Sonia Gelman. Het paar kreeg drie kinderen, waaronder dochter Zvia Walden-Peres, die op zijn begrafenis zou spreken.

## Hagana
In 1947 werd hij lid van de Hagana, de voorloper van het Israëlisch defensieleger (IDF). President Levi Eshkol nodigde hem in dat jaar uit toe te treden tot de staf in het zogenaamde "Rode Huis" in Tel Aviv.

## Nucleair Project
David Ben-Gurion, Ernest David Bergmann en Peres stonden aan de wieg van Israëls nucleaire programma.
De eerste had een groot vertrouwen in de wetenschap en was vol bewondering voor het Amerikaanse kernwapenprogramma. De tweede, diens vertrouweling en een vriend van Chaim Weizmann, liet hem weten dat zoiets voor Israël mogelijk zou kunnen zijn. Maar het was Peres die hem in de jaren 1956-1957 overtuigde. Ben-Gurion gaf hem daarop de opdracht het nucleaire project van Israël op touw te zetten.

## Politieke carrière
Zijn politieke loopbaan begon in 1959 toen hij werd verkozen in de Knesset. Decennialang zat hij in het parlement. Ook bekleedde hij diverse ministeriële posten, onder meer die van Defensie en Buitenlandse Zaken, en was hij lange tijd partijleider.

### Nederzettingen
Yitzhak Rabin en Peres hielden zich aan het Yigal Allon plan. In de Zesdaagse oorlog van 1967 bezette Israël de Westelijke Jordaanoever. Peres stond in 1975 uiteindelijk de permanente bewoning van nederzetting Kedumim/Qedumim toe.
Aanvankelijk was het Israëlische kabinet tegen geweest. Het IDF verwijderde ook enkele malen kolonisten van deze op de Westbank bij Nabloes gelegen legerpost. Uiteindelijk mocht een aantal blijven.

### Tweemaal premierschap

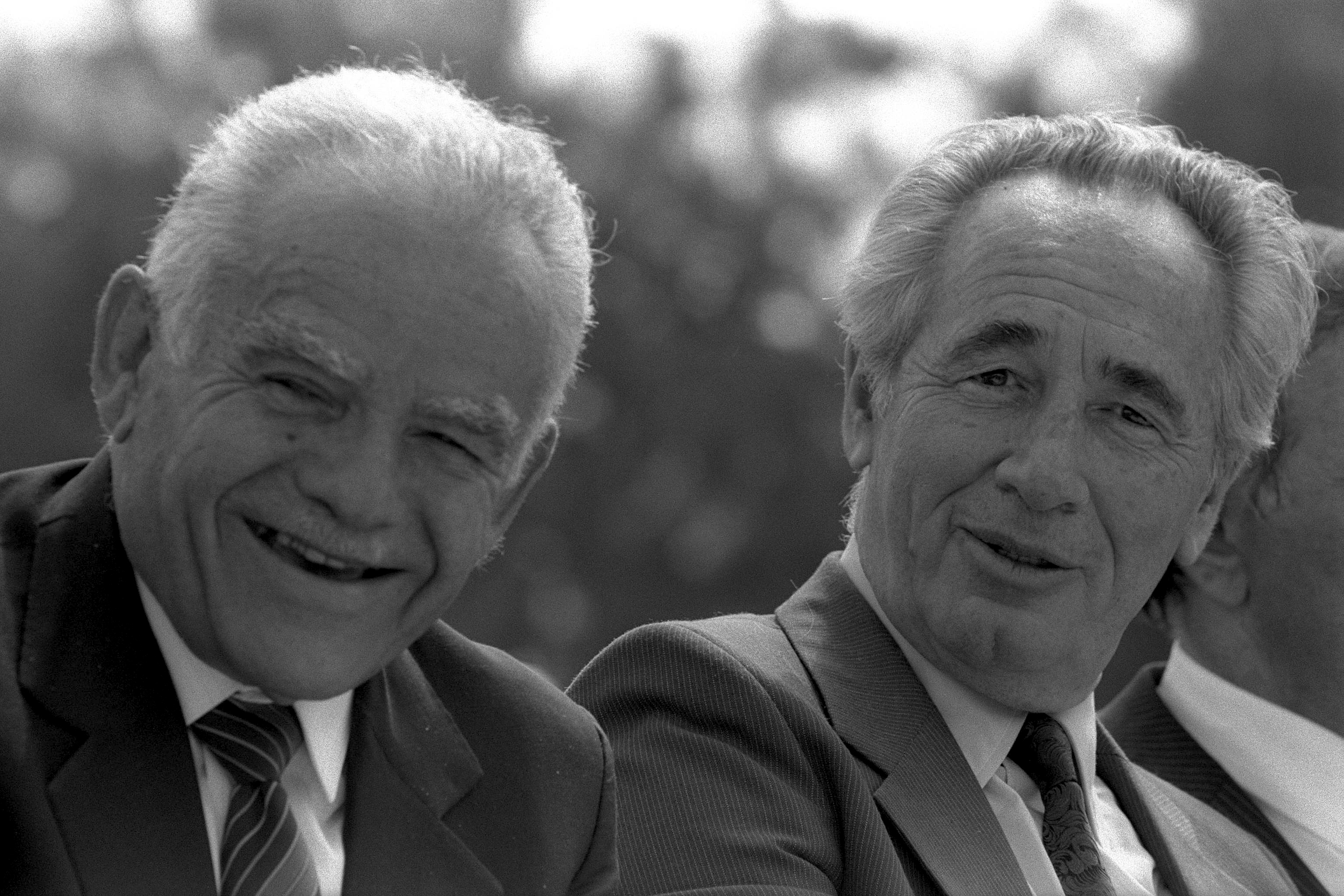
Shimon Peres en Yitzhak Shamir in 1988.

Peres was tweemaal premier van Israël. Vanaf 13 september 1984 gaf hij leiding aan een 'eenheidsregering' met de Likoed van Yitzhak Shamir, met wie hij volgens een 'rotatieverdrag' op 20 oktober 1986 het premierschap inruilde voor het ministerie van Buitenlandse Zaken. Vanaf 1995 tot 1996 werd hij opnieuw premier, ditmaal aan het hoofd van een linkse regering.
Voorts was hij tweemaal plaatsvervangend premier. Vanaf 7 april tot 20 juni 1977 was hij plaatsvervanger van Yitzhak Rabin, die zich terugtrok als premier maar niet kon aftreden omdat hij leiding gaf aan een demissionair kabinet.

### Oslo-akkoorden
Als minister van Buitenlandse Zaken was hij met premier Yitzhak Rabin betrokken bij de totstandkoming van de Oslo-akkoorden in 1993. Groot was de vreugde toen deze akkoorden gesloten werden (op maandag 13 september 1993 was er een plechtigheid in de tuin van het Witte Huis in Washington), omdat eindelijk vrede tussen Israël en de Palestijnen binnen handbereik leek. Rabin, Arafat en Peres ontvingen er de Nobelprijs voor de Vrede van 1994 voor.

### Premier
Na de moord op Rabin op 4 november 1995 werd hij opnieuw waarnemend minister-president. De dag erop werd hij als volwaardig premier beëdigd. In 1996 werden er voor het eerst directe verkiezingen voor het premierschap gehouden. Aanvankelijk leek Peres deze te winnen maar naarmate er meer uitslagen binnenstroomden, slonk zijn winst totdat hij met een verschil van slechts één procent het tegen rivaal Benjamin Netanyahu van Likoed moest afleggen. Zijn premierschap eindigde op 18 juni 1996.

### Verlies partijleiderschap in 2005
In 2004 besloot de partijtop om nieuwe leidersverkiezingen uit te schrijven. De persoon die dit won, mocht de lijsttrekker worden namens de partij bij de parlementsverkiezingen van 2006. In de polls stond Peres ruim boven alle andere kandidaten. Tot ieders verbazing werd hij op 9 november 2005 echter niet herkozen, maar de vakbondsleider Amir Peretz. Peres kreeg 40% van de stemmen, Peretz 42,4%. Het was de vijfde verkiezing die Peres verloor.

### Overgang naar Kadima eind 2005
Op 30 november 2005 maakte Peres bekend dat hij, na zestig jaar lid van de Arbeiderspartij te zijn geweest, de partij verliet om zich aan te sluiten bij Kadima, de partij die Ariel Sharon toen had opgericht. "Mijn tijd van dienst voor de Arbeidspartij is voorbij", zei Peres. Sharon beloofde Peres na een overwinning van Kadima bij de verkiezingen van maart 2006 te zullen opnemen in een nieuw kabinet.
Toen Sharon op 4 januari 2006 werd getroffen door een zware beroerte en een hersenbloeding, gingen de geruchten de ronde dat Peres de nieuwe leider van Kadima zou gaan worden. Volgens een peiling zou de partij onder leiding van Peres 42 zetels behalen, en onder Olmerts leiderschap 40 zetels. Vele oud-leden van de Likoed gaven hun steun echter aan Olmert. Peres verklaarde dat hij Olmert steunde, en dat hij lid bleef van Kadima.
Bij de verkiezingen voor de Knesset van maart 2006 stond Peres op de tweede plaats, onder Ehud Olmert en boven Tzipi Livni.

### 2007-2016

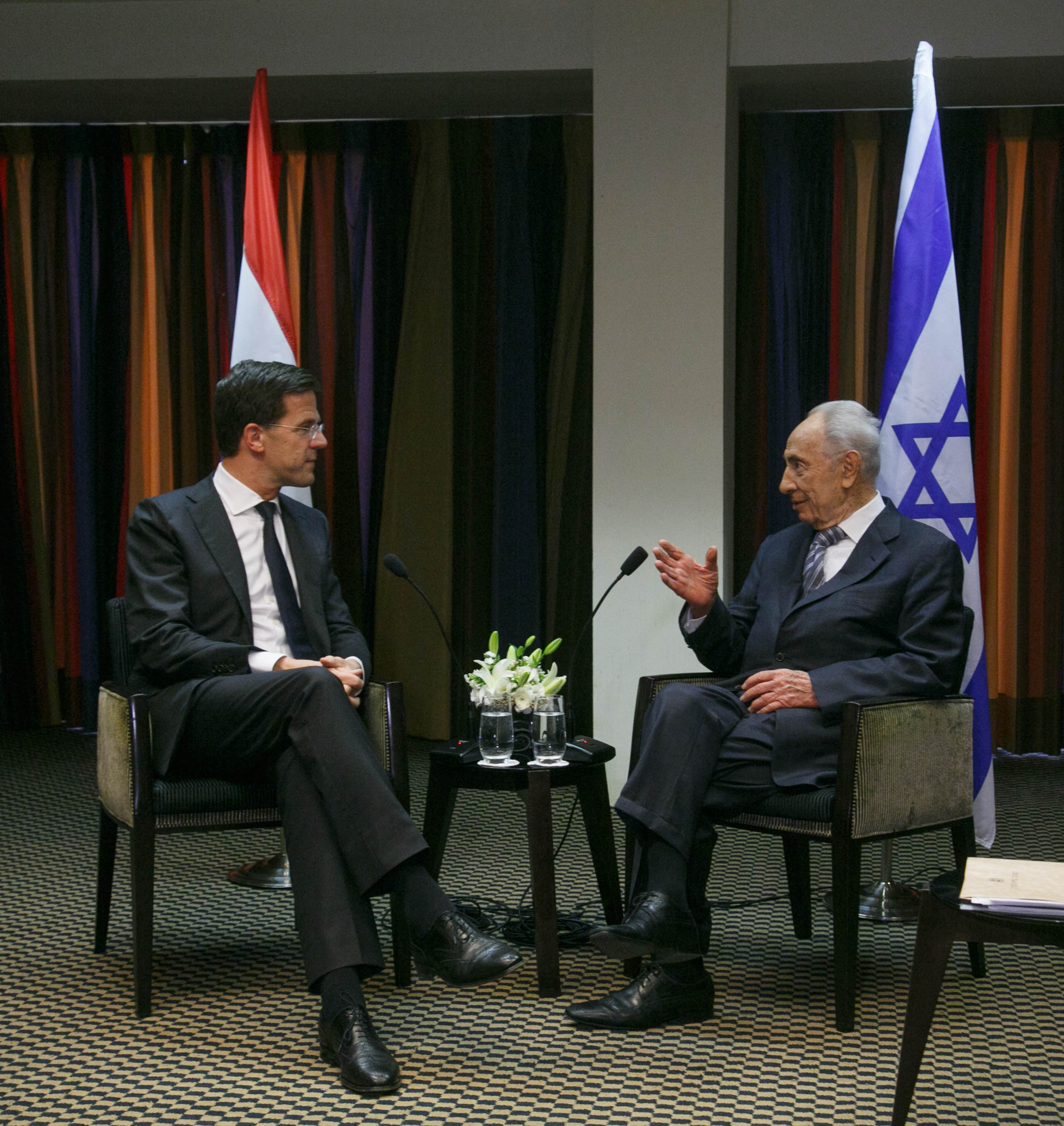
Shimon Peres en Mark Rutte in 2013.

Peres werd op 13 juni 2007 verkozen tot president van Israël. Hij versloeg Reuven Rivlin en Colette Avital. In deze functie was hij de opvolger van Moshe Katsav. Katsav had per 25 januari 2007 verlof genomen na beschuldigingen van seksuele en frauduleuze misdrijven. Parlementsvoorzitster Dalia Itzik nam de functie tijdelijk waar. Peres was de negende president van de staat Israël. Zijn beëdiging vond op 15 juli 2007 plaats.
Als eerste president van Israël sprak Peres in 2010 de Duitse Bondsdag toe. Van 30 september tot 2 oktober 2013 bracht hij een officieel bezoek aan Nederland. Hij had ontmoetingen met koning Willem-Alexander en premier Rutte en hield in het gebouw van de Eerste Kamer een toespraak tot leden van de Staten-Generaal. Daarin ging hij in op de in de zomer van 2013 hervatte onderhandelingen met de Palestijnen, de burgeroorlog in Syrië en de nucleaire dreiging die ook na het aantreden van de ogenschijnlijk meer gematigde president Hassan Rohani volgens Israël blijft uitgaan van Iran.
Op 8 juni 2014 – daartoe uitgenodigd door de paus – kwam hij samen met Mahmoud Abbas, paus Franciscus en de Grieks-Orthodoxe patriarch Bartolomeus in de tuinen van het Vaticaan bijeen om te bidden / stil te staan bij de noodzaak van vrede in de regio. Bij die gelegenheid plantten zij een olijfboompje, symbool van de vrede.
Op 24 juli 2014 werd Peres opgevolgd door Reuven Rivlin van Likoed. In zijn laatste ambtsjaar was hij als negentigjarige het oudste staatshoofd ter wereld.

### Jaar van ziekte en overlijden
Peres woonde in Ramat Gan. In januari 2016 werd Peres twee keer in het ziekenhuis opgenomen vanwege hartproblemen. Daaropvolgend kreeg hij een halfjaar later een pacemaker vanwege een hartritmestoornis. Op 13 september werd Peres getroffen door een beroerte met veel bloedingen tot gevolg. Hij werd eerst nog in een kunstmatig coma gehouden. Op 28 september 2016 overleed hij op 93-jarige leeftijd in het Sheba Medical Center te Tel Aviv.
Vrijdag 30 september kreeg hij een staatsbegrafenis op de Herzlberg (Mount Herzl),waarbij familie, vrienden, president Reuven Rivlin, premier Benjamin Netanyahu en andere Israëlische politici en vele gasten uit binnen- en buitenland, onder wie de Amerikaanse president Barack Obama en ex-president Bill Clinton en de Palestijnse president Mahmoud Abbas aanwezig waren. Onder de sprekers was de Israëlische schrijver Amos Oz met wie hij bevriend was.

## Onderscheidingen
In 1994 ontvingen hij, Yitzhak Rabin en Yasser Arafat samen de Nobelprijs voor de Vrede voor hun inzet bij de Oslo-akkoorden. Het jaar ervoor, in 1993 dus, had het drietal ook de Félix Houphouët-Boigny-Vredesprijs van de UNESCO ontvangen. Verder ontving hij in 1996 de Four Freedoms Award voor vrijwaring van vrees.
In 2002 hebben leden van het Noorse comité dat de Nobelprijzen uitreikt uitgesproken dat zij de toekenning van deze prijs aan Peres nu achteraf betreurden, wegens zijn latere medeverantwoordelijkheid voor de her-bezetting van Palestijns gebied en voor schendingen van mensenrechten. Volgens hen had hij zich niet gehouden aan de idealen die hij bij de uitreiking van de prijs beleden had.

## Trivia
Shimon Peres is een neef van de Amerikaanse actrice Lauren Bacall.